# Duits voetbalelftal (mannen)
Het Duits voetbalelftal (Duits: Fußballnationalmannschaft) is een team van voetballers dat Duitsland vertegenwoordigt in internationale wedstrijden. Het team is de selectie van de Deutscher Fußballbund (DFB). 
Het elftal is viervoudig wereldkampioen, drievoudig Europees kampioen, won eenmaal de FIFA Confederations Cup en won eenmaal goud op de Olympische Zomerspelen. 
Het Duitse voetbalelftal heeft sinds 2014 als thuistenue een witte broek en een wit shirt. Eerder speelde het meestal in een zwarte broek. Die kleurencombinatie was afgeleid van de vlag van Pruisen. De ontwerper van het 2014-tenue vond wit beter passen bij het gemak waarmee het team volgens hem speelt. Op het shirt wordt sinds 1988 ook een beetje zwart, rood en goud geplaatst, als verwijzing naar de Duitse vlag.
Van 1950 tot de Duitse hereniging in 1990 vertegenwoordigde dit team alleen de Bondsrepubliek (West-Duitsland).
Voor het team van voetballers dat de voormalige Duitse Democratische Republiek (Oost-Duitsland) vertegenwoordigde, wordt verwezen naar Voetbalelftal van de Duitse Democratische Republiek.
De bijnamen van het team zijn  die Nationalelf, die DFB-Auswahl en die Adler ("de adelaars"). Van de ploegen van de Deutscher Fußball-Bund is deze ploeg de A-Mannschaft. In 2015 introduceerde de voetbalbond de naam Die Mannschaft. Een reden daarvoor was een zekere bekendheid van deze uitdrukking in andere landen. Dit werd door de Duitse fans echter als kunstmatig en een marketing-truc gezien. Na felle negatieve reacties van fans maar ook kritiek binnen de voetbalbond maakte de voetbalbond in 2022 bekend dat hij de geregistreerde naam die Mannschaft niet meer zal gebruiken.

## Geschiedenis

### Beginjaren tot aan de Eerste Wereldoorlog
Reeds tussen 1898 en 1901 speelde Duitsland zeven interlands tegen teams uit Engeland en Duitsland, echter worden deze door de DFB niet erkend als officiële interland. De wedstrijden werden georganiseerd door Walther Bensemann, een voetbalpionier in Duitsland.
Reeds bij de oprichting van de DFB in januari 1900 was er al sprake van een toekomstig nationaal elftal. Echter als het op de financiering van de wedstrijd aankwam mislukte het steeds om een interland te organiseren. Het voetbal werd echter steeds populairder en nadat het land geen elftal kon afvaardigen naar de Olympische Spelen in Londen in 1908 werd als doel gesteld om de Spelen vier jaar later in Stockholm wel te halen.
Op 5 april 1908 vond de eerste officiële interland van Duitsland plaats. Er werd in Bazel gespeeld tegen buurland Zwitserland en Duitsland verloor met 5-3. Voor de Zwitsers was het de derde interland en de eerste overwinning, na twee nederlagen tegen Frankrijk. Zwitserland zou ook de eerste tegenstander van het land worden na beide wereldoorlogen. Het samenstellen van het nationale team was geen sinecure. De regionale voetbalbond mochten spelers nomineren, echter sommige spelers wilden de reis niet maken en speelden liever voor hun club, tot de bond met sancties dreigde al hadden ook die niet altijd evenveel invloed. Op 4 april 1909 speelde het land twee interlands. In Karlsruhe won een elftal opgebouwd uit spelers die uitsluitend uit Zuid-Duitsland kwamen met 1-0 van Zwitserland, de eerste overwinning van die dag. Op dezelfde dag werd in Boedapest tegen Hongarije gespeeld met spelers afkomstig uit Noord- en Midden-Duitsland, zij speelden 3-3 gelijk. De bond deed dit omdat ze dachten dat spelers uit dezelfde regio elkaar al kenden en beter konden samen spelen.
De organisatie van interlands bleef moeilijk omdat de bond geen rekening hield met het competitievoetbal. Zo werd in 1910 één dag na de finale om de landstitel tussen Karlsruher FV en FC Holstein Kiel een interland georganiseerd tegen België. Daar de spelers van de finalewedstrijd afgezegd hadden stonden een uur voor het affluiten in Duisburg slechts zeven spelers op het veld. Er werden dan maar spelers uit het publiek genomen en de Belgen wonnen met 0-3. In 1912 speelde het land in Zwolle 5-5 gelijk tegen Nederland, dit was tot dan toe het doelpuntrijkste gelijkspel uit de geschiedenis.

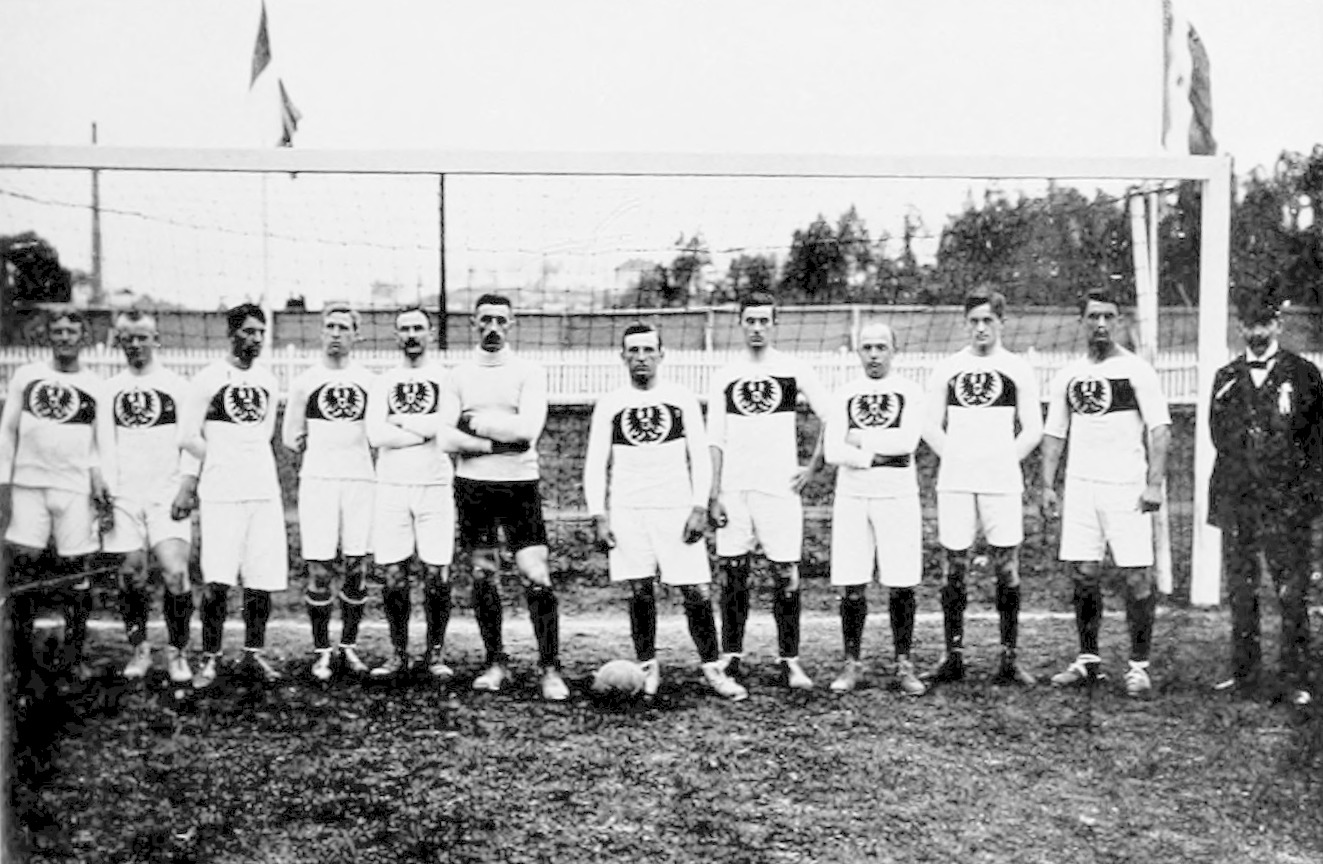
Duits elftal voor de recordzege tegen Rusland

De eerste grote voetbaltoernooien werden georganiseerd op de Olympische Spelen. Nadat voetbal een demonstratiesport was in 1900 en 1904 werd het in 1908 een officiële sport. Ze waren er voor het eerst bij op de Olympische Spelen van 1912 in Stockholm. Na een 1-5 nederlaag tegen Oostenrijk was het team al uitgeschakeld voor het hoofdtoernooi, maar mocht wel naar het troosttoernooi. Hier trof het land Rusland. De Duitsers scoorden 16 keer; voor Duitsland de grootste overwinning ooit en voor Rusland de grootste nederlaag. Gottfried Fuchs scoorde tien keer, een record dat in 2001 verbroken werd door Archie Thompson. In de halve finale verloor het team van Hongarije met 1-3. In 1914 stonden een aantal wedstrijden gepland, die door het uitbreken van de Eerste Wereldoorlog niet doorgingen. Het land had grote plannen om het goed te doen op de Olympische Spelen in 1916 die in Berlijn zouden plaatsvinden. Twaalf internationals kwamen om in de oorlog, waarvan er elf als soldaten op het veld sneuvelden.

### Weimarrepubliek
De Eerste Wereldoorlog liet ook zijn sporen in het voetbal na en Duitsland stond geïsoleerd na de oorlog. Enkel Zwitserland was bereid tegen de Duitsers te spelen, ze hadden Duitsland zelfs uitgenodigd in 1917, zonder succes overigens. Op 27 juni 1920 kwamen de Duitsers dan naar Zürich om de eerste naoorlogse interland te spelen. Groot-Brittannië, Frankrijk en België bedreigden Zwitserland met een voetbalboycot, maar dat liet de Zwitsers niet afschrikken. Duitsland verloor met 4-1. Engeland vroeg aan de FIFA om Duitsland uit te sluiten, maar toen dat verzoek afgewezen werd trad Engeland zelf uit de FIFA. De volgende wedstrijden werden tegen Oostenrijk en Hongarije gespeeld, Duitslands bondgenoten uit de oorlog. In 1922 speelde Zwitserland, dat politiek en voetbal gescheiden wilde houden, opnieuw tegen Duitsland, waarop België een interland tegen Zwitserland annuleerde.
In 1923 speelde Italië als eerste tegenstander uit de oorlog tegen Duitsland. De tweede volgde pas zes jaar later, de Schotten. Tot dan speelden ze enkel tegen bondgenoten en neutrale staten zoals Nederland, Noorwegen, Zweden en Finland.
Duitsland was er nog eens bij op de Olympische Spelen van 1928, dat door de FIFA gezien wordt als een officieus WK omdat hier teams vanuit de hele wereld deelnamen. Na een klinkende 0-4 overwinning op de Zwitsers kregen de Duitsers in de kwartfinale zelf vier goals om de oren van de latere olympische kampioen Uruguay.
Net zoals de meeste Europese landen liet Duitsland het allereerste WK in Uruguay links liggen. Een jaar later speelde het land voor het eerst tegen Frankrijk, dat tot 1930 het Rijnland bezet had. Ten tijde van de Weimarrepubliek won Duitsland 23 keer, speelden ze 13 keer gelijk en verloren ze 19 keer. Deze eerder matige prestaties zijn te wijten aan de versplintering van het Duitse voetbal. De regionale voetbalbonden wilden telkens hun spelers naar voren schuiven zodat meestal niet het sterkste elftal op het veld stond.

### Nazi-Duitsland
Net zoals in 1909 werden er ten tijde van de Nationaalsocialistische Duitse Arbeiderspartij vaker wedstrijden op één dag gespeeld. Zo speelden op 15 september 1935 twee elftallen op dezelfde dag een wedstrijd in Breslau en in Stettin. Op 27 september 1936 werd er gespeeld in Praag en Krefeld, op 21 maart 1937 in Stuttgart en Luxemburg, op 20 maart 1938 in Neurenberg en Wuppertal, op 26 maart 1939 in Florence en Luxemburg en op 5 oktober 1941 in Stockholm en Helsinki. Als er naar de opstelling en tegenstanders gekeken wordt kan men er wel van uitgaan dat er, in tegenstelling tot 1909, telkens één B-elftal aan de aftrap kwam tegen de zwakkere tegenstander.
Op het WK 1934 trad het land voor het eerst in de schijnwerpers. Nadat België en Zweden verslagen werden verloren de Duitsers hun halve finale van Tsjechoslowakije. Tegen Oostenrijk kon wel nog de derde plaats veroverd worden. In de wedstrijd tegen België (5-2) scoorde Edmund Conen de eerste loepzuivere hattrick in de WK-geschiedenis.
In 1935 speelde het land 17 vriendschappelijke wedstrijden en koos vaak zwakke tegenstanders uit om zo het nationale gevoel aan te wakkeren als het team dan won. Nadat het voetbal in 1932 niet op het olympische programma stond maakte de sport zijn terugkeer op de Spelen in Berlijn in 1936. De Duitsers begonnen ijzersterk tegen het weliswaar zwakke Luxemburg met een 9-0 overwinning. In de tweede ronde sloeg Noorwegen de Duitse droom van een gouden medaille echter al aan diggelen. De nederlaag werd gezien als een catastrofe door het politieke regime. Adolf Hitler woonde voor het eerst een wedstrijd bij van de Mannschaft. Het was tevens de laatste keer dat een Duits A-elftal deelnam aan de Spelen. Na de Spelen werd een zondebok gezocht voor de nederlaag en dat werd trainer Otto Nerz, hoewel het bondsvoorzitter Felix Linnemann was die de spelers gekozen had die moesten spelen. Sepp Herberger werd de nieuwe bondscoach en hij zou tot 1964 aanblijven. Herberger leidde het team naar het WK in Frankrijk.
Na de Anschluss van Oostenrijk bij Duitsland werd in maart 1938 een verbroederingsspel gespeeld tussen beide elftallen. Daar Oostenrijk de wedstrijd ging men ervan uit dat in het nieuwe nationale Groot-Duitse elftal ten minste de helft van de spelers uit Oostenrijk moesten komen. Op het WK ging Duitsland er al in de eerste ronde uit, ze speelden eerst gelijk tegen Zwitserland en verloren de replay. Het is de slechtste prestatie tot dusver op een WK.
De rassenpolitiek van de NSDAP liet zich ook in het voetballeven voelen. Joodse spelers werden uitgesloten en zelfs oude helden werden uit de geschiedenisboeken geschrapt. Enkele oude helden vluchtten het land uit, zoals Gottfried Fuchs of werden het slachtoffer van de Holocaust zoals Julius Hirsch. De DFB kwam pas in de jaren zeventig in het reine met de geschiedenis. Het voorstel van Sepp Herberger om zijn jeugdidool Gottfried Fuchs uit Canada uit te nodigen voor de Olympische Spelen van 1972 in München werd door de DFB nog afgewezen.
In 1939 speelde het land nog 15 interlands ter voorbereiding van de Olympische Spelen in Helsinki, die echter afgelast werden door het uitbreken van de Tweede Wereldoorlog. De spelers moesten zich aanmelden bij het leger waarmee hij regime aan het volk wilde aantonen dat eenieder zich in dienst moest stellen van de staat, ongeacht de maatschappelijke positie die hij bekleedde. Toch wilde men het nationale elftal als propagandamiddel blijven gebruiken, waardoor er nog talrijke interlands gespeeld werden.
In juni 1941 werden alle interlands geschrapt om de krachten te kunnen bundelen in de aanval op de Sovjet-Unie. In oktober werd het verbod opgeheven op bevel van Hitler. In 1942 gaf coach Herberger een lijst van 20 namen van spelers die in de oorlog meestreden. Zij hadden zich al verdienstelijk opgesteld en werden vrijgesteld van verdere oproepen. Na een thuisnederlaag tegen Zweden verbood Goebbels interlands in Berlijn, om zo de aandacht van het volk bij de oorlog te houden en niet bij voetbal. Op 22 november 1942 speelde het land de laatste interland voor het einde van de oorlog tegen Slowakije, exact acht jaar later zou pas de volgende interland volgen. De DFB werd in 1942 ook door de FIFA uitgesloten.

### Naoorlogse periode en nieuwe start als West-Duitsland
Van 10 tot 12 november 1945 kwam de FIFA bijeen in Zürich. Er werd vergaderd over de mogelijke sportbetrekkingen van landen met Duitsland en Japan. Het werd verboden om nog sportief contact te hebben met deze landen en de DFB die al in 1940 ontbonden werd, kon niet heropgericht worden. Een deelname aan internationale competities was hierdoor voorlopig niet mogelijk. In 1948 deed Duitsland een verzoek bij de FIFA om terug opgenomen te worden en ze kregen hierbij steun van Zwitserland, echter werd het voorstel afgewezen. Er werden dan enkele vriendschappelijke wedstrijden gespeeld tussen Duitse en Zwitserse clubs, waar in het buitenland hevige reacties op kwamen. Door toedoen van de Engelse voetbalbond hief de FIFA op 9 mei 1949 het verbod op om tegen Duitse clubs te voetballen. De FIFA beval wel dat indien er een internationale wedstrijd gespeeld zou worden, de clubs toestemming moesten vragen aan de desbetreffende bezetter.
Na de oprichting van de Bondsrepubliek werd op 21 januari 1950 de DFB heropgericht. Tegelijkertijd ontstond in de Duitse Democratische Republiek de Deutsche Fußball-Verband (DFV). Twee jaar eerder werd al de Saarlandse voetbalbond (SFV) opgericht, nadat Frankrijk Saarland probeerde af te scheiden van Duitsland. De SFV werd in het voorjaar van 1950 opgenomen door de FIFA, de DFB in september van dat jaar en de DFV pas in 1952.
Op 22 september 1950 vond na exact acht jaar nog eens een Duitse interland plaats, tegen Zwitserland. Sepp Herberger ging opnieuw aan de slag als bondscoach. Dankzij een goal van Herbert Burdenski wonnen de Duitsers bij hun wederoptreden. Voor negen spelers was het de eerste interland. Doelman Toni Turek was met zijn 31 jaar de oudste debutant bij het nationale elftal en zou dat blijven tot 19 november 2013. Enkel kapitein Andreas Kupfer (44ste interland), Jakob Streitle (9de interland) en Herbert Burdenski (4de interland) speelden voor en tijdens de oorlog reeds voor de Mannschaft. Voor Fritz Balogh, die drie maanden later om het leven kwam, zou het de enige interland worden. Ook Andreas Kupfer kwam na deze wedstrijd niet meer aan de bak. Naast Turek stonden met Max Morlock en Ottmar Walter twee toekomstige wereldkampioenen in het elftal. Bij de volgende interland op 15 april 1951 maakte ook Herbergers lieveling Fritz Walter zijn rentree bij de nationale ploeg. Eerst trad het land tegen neutrale staten of oude bondgenoten aan. In oktober 1952 speelde Duitsland voor het eerst tegenover een van de geallieerden van de Tweede Wereldoorlog. In Parijs verloren de Duitsers met 3-1. Bondscoach Herberger bleef zich ook steevast vasthouden aan de regel dat enkel spelers uit de Duitse competitie opgeroepen werden, waardoor een van 's lands beste doelmannen, Bert Trautmann van Manchester City nooit één interland zou spelen.

### Het wonder van Bern
Duitsland was te laat om nog deel te kunnen nemen aan het WK in Brazilië, maar nam wel deel aan de kwalificatie voor het WK 1954 in buurland Zwitserland. Duitsland zat in een groep met Saarland en Noorwegen en plaatste zich makkelijk voor het WK. Op het WK zat het land in een groep met Hongarije, Zuid-Korea en Turkije. Evenwel werden er slechts twee groepswedstrijden gespeeld en Duitsland zou de Koreanen niet bestrijden. De Duitsers versloegen Turkije met 4-1 en moesten dan tegen Hongarije spelen. Herberger wijzigde het team op meerdere plaatsen en de Duitsers kregen hierdoor een 8-3 pak rammel van de Hongaren, tot op heden de grootste nederlaag van het land in een toernooi. Coach Herberger kreeg bakken kritiek over zich heen omdat hij vele basisspelers rust gunde, hoewel dit later als een geniale zet gezien werd. Turkije had Zuid-Korea met 7-0 verslagen en telde evenveel punten als Duitsland waardoor beide teams een beslissende wedstrijd moesten spelen. De frisse Duitsers wonnen met 7-2 tegen de Turken en gingen naar de kwartfinale, waar Joegoslavië opzij gezet werd. Nadat ook Oostenrijk verslagen werd in de halve finale stond West-Duitsland plots in de finale, die de geschiedenisboeken ingegaan is als het wonder van Bern. Een overwinning tegen de Hongaren, die twee jaar eerder olympische kampioen geworden waren, werd voor onmogelijk gehouden na de 8-3 pandoering uit de voorronde. Na acht minuten hadden Ferenc Puskás en Zoltán Czibor de Hongaren al op 0-2 voorsprong staan, een nieuwe afstraffing leek in de maak, maar amper twee minuten later scoorde Max Morlock de aansluitingstreffer. Helmut Rahn maakte in de achttiende minuut zelfs al de gelijkmaker. In de 84ste minuut maakte Rahn zelfs de winnende treffer waardoor de Hongaren na 32 onverslagen wedstrijden de wereldtitel voor de tweede keer aan hun neus voorbij zagen gaan. Hoewel doelman Toni Turek twee keer gepasseerd werd in het begin hield hij de Duitsers de rest van de wedstrijd recht en speelde een legendarische wedstrijd. Dat de Duitse fans de eerste strofe van das Deutschlandlied zongen zorgde voor beroering in zowel binnen- als buitenland. De eerste twee verzen van het lied werden namelijk verboden, enkel de derde strofe mocht nog gezongen worden, echter kenden de meeste mensen deze strofe nog niet. De kersverse wereldkampioenen werden triomfantelijk onthaald bij hun terugkeer. Volgens velen wordt de Duitse WK-zege gezien als de werkelijke oprichtingsdatum van de Bondsrepubliek die tot dan nog veel te lijden had van de nasleep van de Tweede Wereldoorlog en dit werd gezien als het begin van het Wirtschaftswunder. Na het WK leden enkele spelers en ook coach Herberger aan geelzucht, er doken geruchten op dat de spelers doping genomen hadden. De Hongaarse international Ferenc Puskás bevestigde deze geruchten zelfs in een interview. De Duitse voetbalbond verbood hierop wedstrijden tegen teams waarin Puskás speelde, een verbod dat pas in 1960 opgeheven werd nadat de Hongaarse voetbalbond zich verontschuldigde.

### Periode 1958-1964
De volgende jaren verzwakte het land. Enkele spelers kwamen niet meer in actie en er kwamen ook nieuwe spelers, zoals de eenarmige Robert Schlienz. In 1955 speelde het land voor het eerst sinds de oorlog tegen de Sovjet-Unie, een politiek beladen duel daar er nog steeds Duitse krijgsgevangenen vastzaten in de Sovjet-Unie. Als titelverdediger mocht het land rechtstreeks naar het WK in Zweden. In de eerste groepswedstrijd scoorde de Argentijn Corbatta al na drie minuten, maar Helmut Rahn (2x) en Uwe Seeler konden zorgden voor de eerste overwinning tegen een niet-Europees elftal. Tegen Tsjecho-Slowakije kwamen ze op een 0-2 achterstand, maar haalden deze op. Ook de laatste groepswedstrijd tegen Noord-Ierland eindigde op een gelijkspel. Nadat Joegoslavië in de kwartfinale opzij gezet werd verloren de Duitsers in de halve finale van gastland Zweden, waar ze zich unfair behandeld voelden door de Hongaarse scheidsrechter die twee Duitsers van het veld stuurde. In de wedstrijd om de derde plaats tegen Frankrijk werd het 3-6 voor de Fransen, waarvan vier doelpunten van record-topschutter van het WK Just Fontaine. De Duitse spelers en staf verlieten voor de finale nog Zweden tot ergernis van de FIFA. Volgens velen was dit een van de redenen dat de organisatie van het WK 1966 naar Engeland ging en niet naar West-Duitsland.
Op 28 december 1958 speelde het land in Cairo voor het eerst een wedstrijd buiten Europa, ze verloren van Egypte met 2-1. In 1960 werd voor het eerst een EK georganiseerd. In de begindagen was deze nieuwe competitie nog niet zo populair en Duitsland deed zowel aan de eerste als aan de tweede kwalificatie voor het EK 1964 niet mee. Ze kwalificeerden zich wel moeiteloos voor het WK in Chili. De jonge Wolfgang Fahrian kreeg zijn kans als doelman van de bondscoach Herberger in plaats van Hans Tilkowski. Het was vooral Uwe Seeler die de Duitsers naar de groepswinst stuwde. In de kwartfinale verloren ze echter van Joegoslavië. Het slechte resultaat zorgde ervoor dat in Duitsland de Bundesliga ingevoerd werd in 1963. De nationale competitie werd lang tegengehouden door het verdeelde voetballandschap wat er tot dan toe was in Duitsland. Herberger stopte na veertien jaar als bondschoach en Helmut Schön volgde hem op, hoewel Herberger liever Fritz Walter als volgende coach zag.

### De Wembleygoal en de wedstrijd van de eeuw
Na een gelijkspel tegen Zweden thuis moest het land in Zweden winnen om de kwalificatie voor het WK in Engeland veilig te stellen. Ze wonnen met 1-2 en gingen naar het WK met de toekomstige legende Franz Beckenbauer. Hij scoorde in de openingswedstrijd tegen Zwitserland al twee keer, net als Helmut Haller en Sigfried Held, die één keer raak trof. De tweede groepswedstrijd tegen Argentinië eindigde op een scoreloos gelijkspel in een wedstrijd die gekenmerkt werd door de vele overtredingen die gemaakt werden. In de laatste groepswedstrijd tegen Spanje kwamen ze op achterstand na een goal van Josep Maria Fusté, maar in de 39ste minuut maakte Lothar Emmerich een wereldgoal door links voor de goal in een heel scherpe hoek in de rechterbovenhoek binnen te trappen. Seeler maakte nog de winnende goal waardoor West-Duitsland door een beter doelsaldo dan Argentinië groepswinnaar werd, anders hadden ze in de kwartfinale al op de latere wereldkampioen Engeland gebotst. In de kwartfinale werd Uruguay met de grond gelijk gemaakt (4-0) en in de halve finale wachtte de Sovjet-Unie. Haller en Beckenbauer scoorden hier, net zoals in de kwartfinale en het werd 2-1 waardoor een tweede finale in de geschiedenis binnen was. De finale werd voor 98.000 toeschouwers gespeeld in het Wembley Stadium tegen gastland Engeland. Haller opende de score in de twaalfde minuut, maar Geoff Hurst maakte amper zes minuten later gelijk. Martin Peters zette de Engelsen op rozen in de 78ste minuut, maar in de 89ste minuut scoorde Wolfgang Weber waardoor er verlengingen volgden. Hurst scoorde nog twee keer al is één doelpunt tot op de dag van vandaag omstreden. De bal raakte de lat en stuiterde daarna op de grond, het is niet helemaal zeker dat de bal over de lijn gegaan is, maar de scheidsrechter die het niet gezien had volgde zijn lijnrechter en keurde het doelpunt, dat de geschiedenis inging als de Wembley goal goed.
In 1968 nam het land voor het eerst deel aan de kwalificatie voor een EK. Met een 6-0 tegen Albanië begon de kwalificatie goed, maar dan volgde wel een 1-0 nederlaag tegen Joegoslavië. Thuis werden de Joegoslaven wel met 3-1 verslagen waardoor een gelijkspel tegen Albanië volstond om zich te kwalificeren op beter doelsaldo dan Joegoslavië. Echter bleef het 0-0 in Tirana waardoor de Duitsers zich voor de eerste en tot dusver enige maal in de geschiedenis niet konden kwalificeren voor een groot toernooi.
Voor het WK in Mexico zat West-Duitsland in de groep bij Schotland om zich te kwalificeren, een land waar ze nog nooit van gewonnen hadden. Na kleine overwinningen op Oostenrijk en Cyprus speelden ze in Glasgow gelijk tegen de Schotten. Nadat Cyprus afgemaakt werd (12-0) moesten ze thuis winnen van Schotland om naar het WK te gaan en in Hamburg werd het 3-2. Op het WK begon het land tegen Marokko dat op voorsprong kwam. Helmut Haller kon niet meer aan zijn niveau van het WK in Engeland komen en werd na de rust gewisseld, het zou zijn laatste wedstrijd worden voor het land. Oude rot Seeler en Gerd Müller konden de score nog in het voordeel van de Duitsers draaien. Bulgarijen en Peru werden in de volgende wedstrijden makkelijk opzij gezet. Gerd Müller kon telkens drie keer scoren. De kwartfinale was een heruitgave van de WK-finale van 1966 en leek opnieuw op een drama voor de Duitsers toen Engeland 0-2 voorkwam, maar Beckenbauer en Seeler konden nog gelijkmaken en verlengingen afdwingen, waarin Müller het winnende doelpunt maakte. In de halve finale wachtten de Italianen. Roberto Boninsegna zorgde voor een snelle voorsprong na acht minuten waardoor de Italianen zich terugtrokken om te verdedigen. De Duitsers vielen aan maar de Italiaanse doelman Enrico Albertosi liet niets binnen tot in de 90ste minuut toen AC Milan-speler Karl-Heinz Schnellinger de gelijkmaker binnen trapte en verlengingen afdwong. De verlenging was een doelpuntenfestijn en de wedstrijd ging de geschiedenis in als de wedstrijd van de eeuw. Beckenbauer brak zijn sleutelbeen en speelde de hele verlenging met een mitella omdat er geen spelers meer gewisseld konden worden. Müller kon al snel scoren, maar dan scoorden de Italianen twee keer. Müller maakte in de 110de minuut nog de gelijkmaker maar amper een minuut later scoorde Gianni Rivera het winnende doelpunt. West-Duitsland werd wel nog derde door met 1-0 te winnen van Uruguay, dankzij een doelpunt van Wolfgang Overath. Müller was met 10 treffers de topschutter van het toernooi.

### De jaren zeventig
Bij de kwalificatie voor het EK 1972 werd de Bondsrepubliek makkelijk groepswinnaar en plaatste zich voor de kwartfinale waarin ze opnieuw tegenover de Engelsen stonden. Bondscoach Schön had een luxeprobleem in de aanval. Aanvoerder Beckenbauer wilde Overath mee, die ook al twee WK's had gespeeld, maar toch kreeg Günter Netzer van de Duitse topclub Borussia Mönchengladbach de voorkeur. Hij maakte een van de doelpunten in de 1-3 overwinning in Engeland. In West-Duitsland bleef de score op 0-0 waardoor ze zich voor het eerst plaatsten voor het EK dat in België georganiseerd werd, dat de Italianen uitgeschakeld had. Op 26 mei 1972 speelde het land een vriendschappelijke wedstrijd om het nieuwe Olympiastadion in München in te wijden tegen de Sovjet-Unie en versloeg dit land met 4-1. De Duitsers waren dus torenhoog favoriet voor het EK. Met twee goals van Gerd Müller werd gastland België verslagen. Ook in de finale tegen de Sovjet-Unie kon Müller er twee intrappen, ook Herbert Wimmer kon een keer scoren zodat West-Duitsland bij de eerste deelname meteen de Europese titel won.
In 1974 organiseerde West-Duitsland het WK. Alsof de duivel ermee gemoeid werd zat West-Duitsland in dezelfde groep als Oost-Duitsland, dat zich voor de eerste en enige keer kon plaatsen voor een groot toernooi. Beide teams hadden nog nooit tegen elkaar gespeeld. Nadat Chili en Australië opzij gezet werden troffen beide teams elkaar op de derde speeldag. Jürgen Sparwasser scoorde in de 77ste minuut het winnende doelpunt voor Oost-Duitsland. Aangezien beide teams nooit meer tegen elkaar zouden spelen is Oost-Duitsland het enige elftal ter wereld waar West-Duitsland nooit van gewonnen heeft. De nederlaag had ook een positief kantje, want in de tweede groepsfase werden zo Nederland, Brazilië en Argentinië ontlopen terwijl ze zelf Polen, Zweden en Joegoslavië voorgeschoteld kregen. West-Duitsland werd makkelijk groepswinnaar met drie zeges en plaatste zich voor de finale tegen Nederland. Nadat Uli Hoeneß Johan Cruijff neerlegde in het strafschopgebied kreeg Nederland al na twee minuten een penalty die door Johan Neeskens benut werd. Na een fout van Wim Jansen op Bernd Hölzenbein kreeg ook de Mannschaft een strafschop die door Paul Breitner benut werd. Nog voor de rust kon Gerd Müller de 1-2 maken. In de tweede helft kon niet gescoord worden waardoor West-Duitsland voor de tweede keer wereldkampioen werd en het ook het eerste land was dat wereldkampioen werd na ook Europees kampioen te zijn. Gerd Müller stopte als international, maar bij de kwalificatie voor het EK, het laatste dat slechts met vier teams gespeeld werd, was het land toch torenhoog favoriet en ze werden opnieuw groepswinnaar. In de kwartfinale werd Spanje verslagen en ze gingen naar de eindronde, die door Joegoslavië georganiseerd werd. Ook bij deze editie moesten ze tegen het gastland in de halve finale. Gerd Müller was dan wel gestopt, maar de naam Müller bleef het goed doen met Dieter Müller die drie keer kon scoren tegen de Joegoslaven, al waren er wel verlengingen voor nodig. Dieter zou echter niet zoveel succes hebben als zijn naamgenoot Gerd voor het nationale team. In de finale kwamen ze tegen Tsjecho-Slowakije net als in de halve finale al snel 2-0 achter, maar Müller kon ook al snel de aansluitingstreffer maken. In de 89ste minuut maakte Hölzenbein de gelijkmaker waardoor er verlengingen volgden. Omdat ook hier niet gescoord werd volgden er stafschoppen. Het was de eerste keer in de geschiedenis dat strafschoppen genomen werden om de winnaar van een EK of WK te bepalen. De Tsjecho-Slowaken troffen vier keer op rij raak, maar dan miste Hoeneß voor de Mannschaft. Antonín Panenka nam de laatste strafschop en trapte hem erin en ging de geschiedenisboeken in. De vijfde strafschop van Duitsland moest zelfs niet genomen worden, Tsjecho-Slowakije was Europees kampioen.
In oktober 1977 won het land voor het eerst sinds 1939 tegen Italiê toen ze in München een vriendschappelijke wedstrijd speelden. Als titelverdediger was het land rechtstreeks geplaatst voor het WK in Argentinië. Beckenbauer was er niet meer bij. Karl-Heinz Rummenigge werd zijn vervanger. Na een scoreloos gelijkspel tegen Polen scoorde Rummenigge twee van de zes doelpunten tegen Mexico, ook Heinz Flohe maakte twee treffers. Door een eveneens scoreloos gelijkspel tegen Tunesië ging Polen wel met de groepswinst lopen. Deze keer bleek de tweede plaats minder gunstig uit te vallen in de tweede ronde. In de eerste wedstrijd tegen Italië werd het opnieuw 0-0 en ook tegen het Nederland van Rensenbrink en René en Willy van de Kerkhof werd het een gelijkspel, deze keer werd het wel 2-2. De Mannschaft had zijn lot wel niet meer in eigen handen en kon enkel hopen op een misstap van Nederland om de groepszege nog binnen te halen en anders om zich te plaatsen voor de troostfinale. Rummenige zette het land op voorsprong tegen Oostenrijk, maar dan trapte Berti Vogts in eigen doel en kon Hans Krankl nog twee keer scoren, exit West-Duitsland. De wedstrijd wordt in Oostenrijk herinnerd als het Wunder von Córdoba, terwijl ze het in Duitsland bestempelen als Schmach von Córdoba (Schande van Córdoba). Helmut Schön nam, zoals lang op voorhand aangekondigd, afscheid als bondscoach na dit toernooi.

### Verloren WK-finale, Europees kampioen en voor het eerst onderuit in de groepsfase van een groot toernooi
Jupp Derwall, die al acht jaar hulptrainer was werd de nieuwe bondscoach. Hij leidde de Mannschaft makkelijk naar het EK 1980, dat voor het eerst met acht teams plaatsvond en waar het gastland, nu Italië, zich niet sportief voor moest kwalificeren. Er kwam ook voor het eerst een groepsfase. In de eerste wedstrijd werd er wraak genomen op Tsjecho-Slowakije voor de verloren EK-finale vier jaar eerder en met drie goals van Klaus Allofs kwamen ze ook comfortabel voor tegen Nederland. Johnny Rep en Willy van de Kerkhof brachten de score wel nog op 3-2 maar de overwinning was binnen. In de 75ste minuut van de wedstrijd viel Lothar Matthäus in voor Bernard Dietz, het was de eerste wedstrijd voor de Mannschaft voor de latere recordinternational. In de laatste wedstrijd speelden ze verrassend gelijk tegen Griekenland, dat zich voor het eerst kon plaatsen voor een groot toernooi, echter kwam de EK-finale niet in het gedrang. In een zware groep met Engeland, Spanje en gastland Italië kon België zich verrassend plaatsen voor de finale als tegenstander van de Mannschaft. Horst Hrubesch zette de Duitsers na tien minuten op voorsprong. René Vandereycken zette de score in de 75ste minuut op 1-1 na een strafschop, maar in de 88ste minuut maakte Hrubesch de tweede en winnende treffer. Aan het einde van dat jaar werd er nog een toernooi gespeeld. De Mundialito was een jubileum-WK ter ere van het 50 jaar bestaan van het WK en werd net als het eerste WK georganiseerd door Uruguay. Alle wereldkampioenen werden hiervoor uitgenodigd, maar na afzegging van Engeland werd Nederland, dat in de jaren zeventig twee finales speelde ook uitgenodigd. Al in de eerste wedstrijd kwam er een einde aan de 23 wedstrijden van de ploeg zonder nederlaag tegen wereldkampioen Argentinië. Hrubesch ging wel nog op zijn elan van de EK-finale verder en scoorde, maar Manfred Kaltz trapte laat in de wedstrijd in eigen doel en Ramón Díaz klaarde de klus even voor affluiten. Tegen Brazilië zorgde Allofs ook voor een voorsprong, maar amper twee minuten later maakte Júnior de gelijkmaker. Daarna volgden nog drie goals en het elftal ging roemloos onderuit op het toernooi, tevens was het de grootste nederlaag voor het team sinds het WK 1958.
Toch was het land opnieuw titelfavoriet voor het WK in Spanje nadat alle acht kwalificatiewedstrijden gewonnen werden. Omdat het toernooi van 16 naar 24 landen uitgebreid werd plaatste ook Oostenrijk, dat tweede werd in de groep achter West-Duitsland, zich voor het WK en zat ook daar in dezelfde groep als het buurland. Het toernooi begon met een ramp toen de Mannschaft verloor van Algerije. In de tweede wedstrijd tegen Chili zette het land de situatie wel al enigszins recht door met 4-1 te winnen van Chili. Rummenigge, die ook al tegen Algerije scoorde maakte een hattrick in deze wedstrijd. Algerije won de laatste groepswedstrijd tegen Chili waardoor er een probleem ontstond. Bij een zege van Oostenrijk was West-Duitsland onherroepelijk uitgeschakeld, maar bij een ruime zege van de Duitsers zou Oostenrijk uitgeschakeld zijn. Het meest gunstige resultaat voor beide landen zou een kleine overwinning voor West-Duitsland zijn. De landen gooiden het daarop op een akkoordje en West-Duitsland scoorde na tien minuten. Er was nog ietwat actie in de eerste helft, maar de tweede helft werd een schandalig spel rond de middencirkel tot groot ongenoegen van de Spaanse en Algerijnse fans in de tribune. De wedstrijd ging de geschiedenis in als het bedrog van Gijón en zorgde ervoor dat de FIFA besliste dat vanaf het volgende WK alle derde groepswedstrijden op hetzelfde tijdstip gespeeld moesten worden om dergelijke wanpraktijken te voorkomen. In de tweede groepsfase speelde West-Duitsland gelijk tegen Engeland en won van Spanje met 2-1. Indien Engeland met twee doelpunten verschil won van Spanje zouden zij doorgaan naar de halve finale, maar het bleef 0-0 en de Duitsers plaatsten zich voor de halve finale waar het Frankrijk van Alain Giresse, Jean Tigana en Michel Platini wachtte. Pierre Littbarski zette de Mannschaft op voorsprong, maar in de 26ste minuut zette Platini een strafschop om en hierna werd er niet meer gescoord waardoor er verlengingen nodig waren. Marius Trésor en Giresse scoorde in de eerste tien minuten en zetten Frankrijk op 1-3 maar Rummenigge en Fischer konden de score nog gelijk brengen waardoor strafschoppen nodig waren. Uli Stielike miste de derde strafschop, waardoor Frankrijk op voorsprong kwam, maar bij Frankrijk miste Didier Six de vierde strafschop. Na de reguliere tien strafschoppen stond het 4-4. Horst Hrubesch trapte dan nog binnen terwijl Fransman Maxime Bossis miste. De finale werd in het Estadio Santiago Bernabéu te Madrid gespeeld voor 90.000 toeschouwers tegen Italië. Rossi opende de score in de tweede helft en Tardelli en Altobelli brachten de score op 3-0. Breitner kon nog de eerredder maken, maar Italië werd voor de derde keer wereldkampioen.
Bij de Kwalificaties voor het EK 1984 leek Oostenrijk de kwalificatie binnen te halen. Met een gelijkspel tegen West-Duitsland en ruime zeges tegen de andere landen stonden ze na vijf speeldagen stevig aan de leiding. Maar dan ging het mis: Noord-Ierland, West-Duitsland en Turkije konden met ruime cijfers de Oostenrijkers verslaan en toen West-Duitsland ook nog eens van Noord-Ierland verloor werden ze slechts derde in hun groep. West-Duitsland en Noord-Ierland eindigden eersten, maar door een beter doelsaldo mocht de Mannschaft naar Frankrijk voor de eindronde. Na een scoreloos gelijkspel tegen Portugal wonnen ze van Roemenië, Rudi Völler maakte twee doelpunten. Een gelijkspel volstond voor de halve finale, maar Spanjaard Antonio Maceda besliste daar anders over en trapte West-Duitsland voor het eerst in de geschiedenis uit de eerste ronde van een groot toernooi. Dit betekende het einde voor Derwall als bondscoach, hij werd opgevolgd door der Kaiser, Franz Beckenbauer.

### Franz Beckenbauer haalt derde wereldtitel binnen
Omdat Beckenbauer nog geen trainerslicentie bezat werd de titel teamchef ingevoerd voor hem. De eerste vijf kwalificatiewedstrijden voor het WK in Mexico werden gewonnen en als groepswinnaar. Op het WK speelden ze de eerste wedstrijd gelijk tegen Uruguay. Door een fout van Lothar Matthäus kon de Uruguayaan Alzamendi scoren. Klaus Allofs maakte wel nog gelijk. Schotland werd met 2-1 opzij gezet, maar in de laatste groepswedstrijd wachtte Denemarken, dat Uruguay een 6-1 pandoering gegeven had. De sterke Denen konden ook hun laatste wedstrijd winnen waardoor West-Duitsland als tweede naar de volgende ronde ging. Voor het eerst sinds de jaren dertig werden er weer achtste finales gespeeld. Terwijl groepswinnaar Denemarken een pak slaag kreeg van Spanje kreeg West-Duitsland de verrassende groepswinnaar van groep F Marokko voorgeschoteld. Doelman Zaki was uitblinker van de wedstrijd maar werd aan het einde van de wedstrijd toch gepasseerd door Matthaüs na een vrije trap. In de kwartfinale wachtte gastland Mexico. Het werd gelijk na verlengingen en in de strafschoppenreeks trapten de Duitsers alles binnen terwijl doelman Harald Schumacher twee Mexicaanse goals kon stoppen, waardoor de vijfde strafschop zelfs niet nodig was. In de halve finale tegen Frankrijk zette Andreas Brehme de Mannschaft na negen minuten op voorsprong. De wanhopige Fransen vielen aan maar raakten niet voorbij Schumacher. Rudi Völler kon in de voorlaatste minuut de 0-2 binnen trappen. Met doelman Uli Stein werd voor het eerst een speler tijdens het toernooi naar huis gestuurd. Stein nam het niet dat Schumacher de voorkeur kreeg op hem en gaf openlijk kritiek op Beckenbauer waarop de bond hem naar huis stuurde. In de finale speelden ze tegen het Argentinië van Diego Maradona. Matthäus bewaakte Maradona, die een mindere wedstrijd speelde, maar dit opende wel mogelijkheden voor andere spelers. Bovendien speelde Schumacher, na een goed toernooi een minder goede finale en José Luis Brown kon in de 23ste minuut de Argentijnen op voorsprong brengen. Nadat de Duitse defensie het liet afweten maakte Jorge Valdano de 2-0 waardoor de wedstrijd beslist leek. Echter wisten de Duitsers zich wel vaker uit benarde posities te bevrijden en via twee hoekschoppen die door Brehme gegeven werden konden Rummenigge en Völler de stand gelijk brengen. Echter enkele minuten na de gelijkmaker verschalkte Maradona vier Duitsers en paste naar Jorge Burruchaga, die het winnende doelpunt maakte.
In 1988 organiseerde West-Duitsland het EK. In de openingswedstrijd tegen Italië eindigde het 1-1. In de tweede wedstrijd won de Mannschaft met 2-0 van Denemarken. Jürgen Klinsmann, die vanaf 1987 voor het nationale elftal speelde, maakte de eerste goal. Nadat Rudi Völler met twee goals Spanje opzij zette waardoor ze zich als groepswinnaar plaatsten voor de halve finale tegen Nederland. Na de sterke jaren zeventig had Nederland zich al twee WK's op rij niet kunnen kwalificeren, maar op het EK ging het wel goed en hoewel Matthäus de score opende konden Ronald Koeman en Marco van Basten de Duitsers uit hun eigen toernooi kegelen.
Bij de kwalificatie voor het WK in Italië zaten Nederland en West-Duitsland in dezelfde groep.
In 1990 werd West-Duitsland voor de derde keer wereldkampioen. De twee landen speelden twee keer gelijk tegen elkaar en liet dan ook een steekje vallen tegen Wales. Op de laatste speeldag moest West-Duitsland winnen om zeker als beste tweede naar het WK te gaan, al kon ook de groepswinst bij een eventuele misstap van Nederland bij Finland. De Welshmen kwamen 0-1 voor, maar dan maakte Rudi Völler gelijk en scoorde Thomas Häßler het verlossende doelpunt. Doordat ook Nederland won gingen ze wel niet als groepswinnaar naar Italië. In de eerste groepswedstrijd op het WK werd Joegoslavië met zware 4-1 cijfers verslagen met goals van de vaste waarden Matthäus, Völler en Klinsmann. Datzelfde drietal en Uwe Bein scoorde ook vijf keer tegen de Verenigde Arabische Emiraten. In de laatste wedstrijd tegen Colombia scoorde Pierre Littbarski pas in de voorlaatste minuut van de reguliere speeltijd, maar de Colombiaan Freddy Rincón kon in de 93ste minuut nog de gelijkmaker binnen trappen. Voor een keer leek de loting in het nadeel van de Duitsers uit te vallen, want Europese kampioen Nederland, dat slechts als beste derde naar de tweede ronde mocht wachtte in de achtste finale. Frank Rijkaard tackelde Völler, die wel erg makkelijk ging liggen. Er ontstond een discussie waarbij Rijkaard in het gezicht van Völler spuugde, beide heren kregen een gele kaart. Klinsmann kon in de 21ste minuut scoren. Brehme maakte er 2-0 van en net voor affluiten zette Koeman nog een strafschop om maar dat mocht niet baten, de Mannschaft ging naar de kwartfinale tegen Tsjecho-Slowakije. Matthäus kon een penalty omzetten en baande zo een weg naar de halve finale tegen Engeland. Brehme scoorde in de 60ste minuut en Gary Lineker maakte twintig minuten later gelijk. Er volgden verlengingen en dan strafschoppen. Doelman Bodo Illgner stopte de strafschop van Stuart Pearce en toen Olaf Thon voor West-Duitsland binnen trapte kwam het land op voorsprong, doordat Chris Waddle naast trapte moest de Mannschaft de laatste strafschop zelfs niet nemen. West-Duitsland was het eerste land dat drie keer achter elkaar de finale van het WK bereikte en keek net als vier jaar eerder opnieuw team-Maradona in de ogen. Andrea Brehme scoorde in de 85ste minuut het winnende doelpunt vanop de stip. West-Duitsland werd voor de derde keer wereldkampioen en was het eerste Europese land dat van een Zuid-Amerikaans team kon winnen in de finale. Franz Beckenbauer werd na de Braziliaan Mário Zagallo de tweede speler die zowel de wereldtitel als speler en als trainer won. Hij stopte op een hoogtepunt en trad terug ten voordele van Berti Vogts.

### Hereniging met Oost-Duitsland onder Berti Vogts
Op 29 augustus 1990 speelde West-Duitsland in Portugal voor het laatst een interland. De kwalificatie voor het EK 1992 zou een Uns gegen uns worden want Oost- en West-Duitsland zaten in dezelfde groep. Na de Duitse hereniging echter werd het Oost-Duitse elftal ontbonden en werd er verder gespeeld als verenigd Duitsland, dat op 10 oktober 1990 de eerste, vriendschappelijke wedstrijd, speelde tegen Zweden. In de interland op 19 december van dat jaar speelden met Matthias Sammer en Andreas Thom voor het eerst twee voormalige Oost-Duitsers mee. Niet België, dat een goed WK gespeeld had, maar afscheid nam van een gouden generatie maar Wales dong mee naar de groepswinst. Wales won thuis van Duitsland en was 13 november klaar en telde dan 3 punten voorsprong op Duitsland (toen telde een overwinning nog maar twee punten), dat nog twee wedstrijden tegoed had. De laatste wedstrijd was tegen Luxemburgs, maar een misstap in de voorlaatste wedstrijd tegen België zou cash betaald worden. Gelukkig was er de eeuwige Rudi Völler die al na zestien minuten het winnende doelpunt maakte en nadat ook de Luxemburgers met zware cijfers opzij gezet werden ging Gesamtdeutschland voor het eerst sinds 1938 nog eens naar een groot toernooi. Ook de Oost-Duitser Thomas Doll ging mee naar het toernooi. Lothar Matthäus was er door een blessure niet bij en in de eerste wedstrijd tegen het GOS viel ook Rudi Völler uit voor de rest van het toernooi. Duitsland stond een tijd achter maar in de blessuretijd kon Thomas Häßler de gelijkmaker binnen trappen. Na een overwinning op Schotland speelden ze de derde wedstrijd tegen Nederland. Beide teams moesten voor de winst gaan want bij een winst van het GOS tegen Schotland zou een van hen uitgeschakeld worden. Rijkaard en Witschge konden al in het eerste kwartier scoren, beide na een assist van Koeman. In de tweede helft maakte Klinsmann de aansluitingstreffer en de Nederlanders raakten in paniek waardoor Rijkaard bijna een own-goal maakte. Het nog jonge talent Dennis Bergkamp trapte de 3-1 binnen. Door de overwinning van Schotland kon Duitsland wel nog naar de halve finale tegen gastland Zweden. Duitsland won met 2-3 en plaatste zich voor de finale tegen buurland Denemarken. De Denen werden in extremis opgeroepen voor het EK waar ze zich niet sportief voor geplaatst hadden, maar als achtste team toegevoegd werden als vervanging van het uit elkaar vallende Joegoslavië. Nederland en Frankrijk hadden Denemarken onderschat, maar ook Duitsland liet zich al snel vangen en na 18 minuten stonden de Denen voor. De Mannschaft dwong meerdere doelkansen af maar een uitmuntende Peter Schmeichel hield de netten schoon voor Denemarken. In de 78ste minuut scoorde Kim Vilfort de 2-0, Denemarken werd Europees kampioen.
Als titelverdediger moest het land geen kwalificatie spelen voor het WK in Amerika. De openingswedstrijd tegen Bolivia, dat na 44 jaar nog eens op het WK aanwezig was, werd met een zuinige 1-0 van Klinsmann gewonnen. In de tweede wedstrijd tegen Spanje zette Goikoetxea de Spanjaarden op voorsprong, maar ook nu was Klinsmann de redder des vaderlands toen hij de gelijkmaker binnen trapte, vroeg in de tweede helft. Hij scoorde ook twee keer tegen Zuid-Korea en aan de rust leidde Duitsland met 3-0. Het werd nog 3-2 maar de groepswinst was binnen. Stefan Effenberg werd naar huis gestuurd door coach Vogts omdat hij tijdens een wedstrijd zijn middenvinger uitgestoken had naar het Duitse publiek. In de 1/8ste finale tegen België zette oude rot Rudi Völler de Duitsers al na 6 minuten op voorsprong. Georges Grün maakte echter twee minuten later al de gelijkmaker, maar ook Klinsmann raakte drie minuten later opnieuw de netten. Nog voor de rust maakte Völler zijn tweede goal van de wedstrijd. De wedstrijd had anders kunnen uitdraaien omdat scheidsrechter Kurt Röthlisberger geen strafschop toekende aan de Belgen voor een fout op Josip Weber. Philippe Albert kon in de 90ste minuut wel nog de aansluitingstreffer maken, echter was het te laat voor de Belgen. In de kwartfinale trapte Matthäus een penalty binnen tegen Bulgarije, maar Hristo Stoichkov kon de gelijkmaker maken. Yordan Letchkov scoorde het winnende doelpunt voor Bulgarije waardoor Duitsland voor het eerst sinds 1978 niet bij de laatste vier was op het WK.
Bij de kwalificatie voor het EK 1996 was Duitsland opnieuw een tegenstander van Bulgarije en opnieuw verloren ze van de Bulgaren. Op de laatste speeldag telden beide landen evenveel punten, maar doordat het EK van 8 naar 16 teams werd uitgebreid waren beide landen wel al zeker van de kwalificatie. Duitsland won met 3-1 thuis en werd nog wel groepswinnaar. De openingswedstrijd op het EK werd tegen Tsjechië gespeeld. Christian Ziege en Andreas Möller zorgden voor een overwinning. Sammer en Klinsmann zorgden ook voor een 0-3 overwinning op Rusland en de laatste groepswedstrijd werd gespeeld tegen Italië, dat al van de Tsjechen verloren had en moest winnen om de kwalificatie veilig te stellen. Het bleef echter 0-0 waardoor Italië er in de eerste ronde uit ging. In de kwartfinale opende Klinsmann de score via een strafschop, maar later kon de Kroaat Davor Šuker gelijk maken en nog voor het uur maakte Sammer de winnende goal. In de halve finale zette Alan Shearer het gastland al na drie minuten op rozen maar Stefan Kuntz maakte na 16 minuten de gelijkmaker, hij was de vervanger van de geblesseerde Klinsmann. Er werd verder niet gescoord en er volgden verlengingen. Nieuw op dit EK was de golden goal, wat betekende dat na een eventueel doelpunt de wedstrijd meteen gedaan was. Ondanks dit gevaar trokken beide teams ten aanval. Een doelpunt van Kuntz werd afgekeurd en er volgden strafschoppen. Beide teams maakten geen enkele misser en het stond 5-5 na de reguliere strafschopserie. Andreas Köpke kon een slecht geschoten strafschop van Gareth Southgate stoppen en Andreas Möller trapte daarna de Duitsers naar de finale, die hij echter zou moeten missen doordat hij een tweede gele kaart pakte. Jürgen Klinsmann was wel weer fit en droeg de aanvoerdersband. In de finale stonden ze tegen hun eerste tegenstander van het toernooi, Tsjechië. Net voor het uur kreeg Tsjechië een strafschop toegekend door een fout van Matthias Sammer, echter maakte hij die net buiten het strafschopgebied. Patrik Berger zette de Tsjechen op voorsprong. In de 69ste minuut bracht Vogts Oliver Bierhoff in die vier minuten later de gelijkmaker scoorde. Na negentig minuten volgden verlengingen en in de 95ste minuut scoorde Bierhoff opnieuw, door het principe van de golden goal was de wedstrijd meteen afgelopen en werd Duitsland Europees kampioen.
De Europese kampioen begon aan de kwalificatie voor het WK 1998 met een verouderd team met nog spelers die in 1990 wereldkampioen geworden waren. Matthias Sammer en Dieter Eilts vielen tijdens de campagne geblesseerd uit en de ooit zo gevaarlijke Klinsmann kon enkel twee keer scoren tegen Armenië. Duitsland werd groepswinnaar met twee punten voorsprong op Oekraïne. Op het WK opende de Mannschaft tegen Amerika en Möller en Klinsmann zorgden voor de 2-0. Tegen Joegoslavië kwamen ze 0-2 achter en kregen ze nog een duwtje in de rug na een own goal van de Joegoslaven. In de 80ste minuut trapte Bierhoff de gelijkmaker binnen. In de laatste groepswedstrijd wonnen ze van Iran en werden groespwinnaar dankzij een beter doelsaldo dan Joegoslavië. Klinsmann en Bierfhof die ook al tegen Iran scoorden deden hetzelfde in de achtste finale tegen Mexico. In de kwartfinale kreeg Duitsland een pak slaag van Kroatië dat met 0-3 won en Duitsland de zwaarste WK-nederlaag aansmeerde sinds 1958. Voor de tweede keer op rij was Duitsland niet bij de laatste vier. Na twee vriendschappelijke wedstrijden in september 1998 tegen Malta en Roemenië kon een verjongd elftal niet overtuigen en bondscoach Vogts zette een stapje terug.

### 1998-2006
Erich Ribbeck nam het over van Vogts. Hij haalde de al wat oudere Matthäus terug bij het elftal omdat hij geen alternatief vond voor zijn positie. In 1999 namen ze deel aan de FIFA Confederations Cup 1999, maar ging er daar in de groepsfase uit.
Duitsland kwalificeerde zich op de laatste speeldag als groepswinnaar voor Euro 2000 en had daarvoor een gelijkspel nodig tegen Turkije. Bij een nederlaag zouden de Turken groepswinnaar geweest zijn. Op het EK begon het team met een valse noot door gelijk te spelen tegen Roemenië. In de tweede wedstrijd tegen Engeland scoorde Alan Shearer het enige doelpunt van de wedstrijd waardoor het erg link werd voor de Mannschaft, die nog tegen Portugal moest dat al twee keer gewonnen had. Sérgio Conceição scoorde maar liefst drie keer waardoor de Duitsers roemloos moesten afdruipen met een 1 op 9. De nederlaag betekende meteen het einde van Ribbeck, die de eerste Duitse bondscoach werd die niet met zijn team op een WK speelde. Het was ook de laatste wedstrijd van topinternational Matthäus.
Rudi Völler nam het tijdelijk over van Ribbeck, die vervangen zou worden door Christoph Daum, maar door een cocaïneschandaal kon hij die post wel vergeten en bleef Völler aan. Met een 16 op 18 in een groep met ook nog Engeland lag Duitsland duidelijk op koers voor het WK, maar dan liep het mis. Nadat Duitsland Engeland al in het eigen Wembley verslagen had deden de Engelsen nu hetzelfde, maar deze keer met een desastreuze veeg uit de pan. Het werd 1-5, nog maar de tweede nederlaag in een kwalificatiewedstrijd voor het WK en de zwaarste nederlaag sinds 1954. Beide teams hadden nu evenveel punten waardoor de laatste speeldag beslissend was. Duitsland probeerde tevergeefs te scoren tegen Finland en bleef op een doelpuntenloos gelijkspel steken. Engeland kon echter ook geen afstand nemen van Griekenland maar ging dan toch rechtstreeks naar het WK door een beter doelsaldo. De barragewedstrijden leverden een zware tegenstander op: het Oekraïne van Sjevtsjenko die furore maakte bij AC Milan. In Kiëv werd het 1-1, maar toch waren de Duitsers er allesbehalve gerust is omdat de rechtstreekse kwalificatie voor het WK ook thuis verspeeld werd. Na elf minuten hadden Michael Ballack en Oliver Neuville al de 2-0 op het bord gezet en dit groeide nog verder tot 4-0. Sjevtsjenko kon nog de eerredder maken, maar Duitsland was opnieuw op de afspraak op het WK.
Duitsland schoot snel uit de startblokken en veegde de vloer aan met Saoedi-Arabië, dat een 8-0 pak rammel kreeg, waaronder een hattrick van Miroslav Klose. In de tweede wedstrijd tegen Ierland scoorde Klose nog voor de eerste 20 minuten om waren en leek een nieuw spektakel in de maak, maar de Ieren hielden stand en in de blessuretijd kon Keane zelfs nog de gelijkmaker binnen trappen. In de laatste wedstrijd werd wel Kameroen nog opzij gezet. Duitsland zette daarna Paraguay, Amerika en gastland Zuid-Korea opzij, telkens met 1-0. Ballack, die zowel in de kwartfinale als de halve finale het winnende doelpunt maakte was geschorst wegens twee gele kaarten voor de finale tegen Brazilië. Duitsland en Brazilië hadden samen zeven wereldtitels en speelden de meeste WK-finales maar hadden nog nooit tegen elkaar de finale gespeeld. Ronaldo kon twee keer scoren en schonk de Goddelijke kanaries een vijfde wereldtitel.
Duitsland plaatste zich makkelijk voor het EK 2004 met vier punten voorsprong op Schotland, dat door Berti Vogts getraind werd. De eerste groepswedstrijd werd gespeeld tegen Nederland, dat het WK gemist had en nu wat recht te zetten had. Duitsland kwam op voorsprong, maar Ruud van Nistelrooij maakte nog de gelijkmaker. Na de tweede wedstrijd moest Duitsland met het schaamrood op de wangen het veld verlaten, ze konden niet scoren tegen Letland. Ze moesten de laatste wedstrijd dus winnen tegen het al geplaatste Tsjechië. Ballack bracht de Duitsers op voorsprong, maar Tsjechië kon nog twee keer scoren en ging met een 9 op 9 naar de volgende ronde, terwijl Duitsland voor de tweede keer op rij in de eerste ronde van het EK werd uitgeschakeld, en dat twee jaar voor het WK in eigen land. Jürgen Klinsmann werd de nieuwe bondscoach.
Duitsland speelde het WK 2006 als gastland en mocht daarom deelnemen aan de Confederations Cup 2005, ook in Duitsland gehouden. Daarin werd Duitsland in de halve finales uitgeschakeld door uiteindelijk kampioen Brazilië. Ze werden wel nog 3e door in de troostfinale na verlenging te winnen van Mexico.
Duitsland won op het WK alle groepswedstrijden tegen Costa Rica (4-2), Polen (1-0) en Ecuador (3-0). Hierdoor werd Duitsland groepswinnaar. In de achtste finale moesten ze het opnemen tegen Zweden. 2 doelpuntenvan Podolski bracht Duitsland naar de kwartfinale, waar Argentinië de tegenstander was. Klose scoorde voor de Duitsers, Ayala scoorde voor de Argentijnen. De Duitsers wonnen in de strafschoppenserie, Neuville, Ballack, Podolski en Tim Borowski scoorden en Ayala en Cambiasso misten in het voordeel van Duitsland. In een historische halvefinalewedstrijd tegen de Italianen bleef het 0-0 na reguliere speeltijd en ook in verlenging werd er lange tijd niet gescoord. Door twee late doelpunten van Italië verloor Duitsland deze wedstrijd. Duitsland won nog wel brons door in de troostfinale met 3-1 te winnen van Portugal.

### De jaren onder coach Löw (2006-2021)
Joachim Löw werd na het WK 2006 gepresenteerd als de nieuwe bondscoach, nadat hij de twee voorafgaande jaren al assistent-bondscoach was. Onder Löw werd de finale van het EK 2008 behaalt, die het met 1–0 van Spanje verloor. 
Ook op het WK 2010 verloor Duitsland van Spanje, maar ditmaal in de halve finales.
Op het EK 2012 ging Duitsland als groepswinnaar door naar de volgende ronde in een poule met Portugal, Denemarken en Nederland. In de kwartfinales versloeg het Griekenland met 4–2. In de halve finales werden ze uitgeschakeld door Italië, door met 1–2 te verliezen.
Op het WK 2014 werd het eerste in een groep met Portugal, Ghana en de Verenigde Staten met zeven punten. In de achtste finales stuitte  de ploeg tegen Algerije, die pas in de verlenging met 2–1 werd gewonnen. In de kwartfinales versloeg het Frankrijk met 1–0 door een doelpunt van verdediger Mats Hummels.
In de halve finales speelde het tegen vijfvoudig wereldkampioen en gastland Brazilië. De Duitsers wonnen met maar liefst 7–1, de grootste zege op een WK ooit.
Op zondag 13 juli 2014 speelde het de WK-finale tegen Argentinië. Na negentig minuten gespeeld te hebben, stond het 0–0. In de verlenging scoorde invaller Mario Götze op aangeven van André Schürrle de winnende treffer in minuut 113. Daarmee pakten de Duitsers haar vierde wereldtitel in de geschiedenis.
Op het EK 2016 strandde Duitsland weer in de halve finales, door met 2–0 van Frankrijk te verliezen.
Later die zomer pakte het zilver op de Olympische Spelen 2016, nadat ze na strafschoppen verloren van Brazilië in de finale.
In 2017 won het de Confederations Cup na de met 1–0 gewonnen finale van Copa América-winnaar Chili.
Op het WK 2018 kwamen de Duitsers niet verder dan de groepsfase. Na de 1–0-nederlaag tegen Mexico en de nipte overwinning tegen Zweden moest het winnen van Zuid-Korea om een plek in de achtste finales te bemachtigen. Het verloor echter met 2–0 en werd dus vroegtijdig uitgeschakeld als de titelverdediger.
Nog voor het begin van het EK 2020, dat door de coronapandemie een jaar werd uitgesteld naar 2021, maakte Löw bekend na het EK te stoppen als bondscoach. In mei 2021 maakte de bond bekend dat Bayern München-trainer Hansi Flick hem na het EK op zou volgen. 
Op het EK werd Duitsland in de Poule des Doods geloot met de Europese titelverdediger Portugal, regerend wereldkampioen Frankrijk en Hongarije. De eerste groepswedstrijd werd met 1–0 verloren van Frankrijk door een eigen doelpunt van Mats Hummels. In de tweede groepswedstrijd werd met 4–2 van Portugal gewonnen. In de slotwedstrijd werd nipt met 2–2 gelijkgespeeld tegen de Hongaren. Duitsland ging met vier punten door als nummer 2 naar de achtste finales, die het met 2–0 verloor van Engeland.

### Hansi Flick (2021–2023)
Onder Flick plaatste het zich op 11 oktober 2021 als eerste land voor het WK 2022 in Qatar. In de Nations League 2022/23 zat Duitsland in groep C met Italië, Engeland en Hongarije. Onder Flick eindigde het derde met zeven punten achter Italië en Hongarije. Er werd slechts eenmaal gewonnen, met 5-2 op 14 juni 2022 van Italië.
Op het WK in Qatar in november 2022 zat Duitsland in groep E met Spanje, Japan en Costa Rica. De Duitsers startten niet goed met een 1–2-nederlaag tegen Japan. Daarna werd er gelijkgespeeld tegen Spanje (1–1) en gewonnen van Costa Rica (2–4). Het bleek niet genoeg en Duitsland werd voor het tweede WK op rij al in de groepsfase uitgeschakeld.
Na enkele oefennederlagen in de voorbereiding op het EK 2024 werd Flick in september 2023 ontslagen.

## Prestaties op eindrondes

### Wereldkampioenschap
| Wereldkampioenschap voetbal | Wereldkampioenschap voetbal    | Wereldkampioenschap voetbal    | Wereldkampioenschap voetbal    | Wereldkampioenschap voetbal    | Wereldkampioenschap voetbal    | Wereldkampioenschap voetbal    | Wereldkampioenschap voetbal    | Wereldkampioenschap voetbal    |
| Jaar                        | Ronde                          | Wed.                           | W                              | G                              | V                              | DV                             | DT                             | Kwal                           |
| --------------------------- | ------------------------------ | ------------------------------ | ------------------------------ | ------------------------------ | ------------------------------ | ------------------------------ | ------------------------------ | ------------------------------ |
| 1930                        | Niet deelgenomen               | Niet deelgenomen               | Niet deelgenomen               | Niet deelgenomen               | Niet deelgenomen               | Niet deelgenomen               | Niet deelgenomen               | Niet deelgenomen               |
| 1934                        | Derde                          | 4                              | 3                              | 0                              | 1                              | 11                             | 8                              | (Kwal.)                        |
| 1938                        | Eerste ronde                   | 2                              | 0                              | 1                              | 1                              | 2                              | 3                              | (Kwal.)                        |
| 1950                        | Niet deelgenomen               | Niet deelgenomen               | Niet deelgenomen               | Niet deelgenomen               | Niet deelgenomen               | Niet deelgenomen               | Niet deelgenomen               | Niet deelgenomen               |
| 1954                        | Winnaar                        | 5                              | 4                              | 0                              | 1                              | 18                             | 12                             | (Kwal.)                        |
| 1958                        | Vierde                         | 6                              | 2                              | 2                              | 2                              | 12                             | 14                             |                                |
| 1962                        | Kwartfinale                    | 4                              | 2                              | 1                              | 1                              | 4                              | 2                              | (Kwal.)                        |
| 1966                        | Tweede                         | 6                              | 3                              | 1                              | 1                              | 15                             | 6                              | (Kwal.)                        |
| 1970                        | Derde                          | 6                              | 5                              | 0                              | 1                              | 17                             | 10                             | (Kwal.)                        |
| 1974                        | Winnaar                        | 7                              | 6                              | 0                              | 1                              | 13                             | 4                              |                                |
| 1978                        | Tweede ronde                   | 6                              | 1                              | 4                              | 1                              | 10                             | 5                              |                                |
| 1982                        | Tweede                         | 7                              | 3                              | 2                              | 2                              | 12                             | 10                             | (Kwal.)                        |
| 1986                        | Tweede                         | 7                              | 3                              | 2                              | 2                              | 8                              | 7                              | (Kwal.)                        |
| 1990                        | Winnaar                        | 7                              | 5                              | 2                              | 0                              | 15                             | 5                              | (Kwal.)                        |
| 1994                        | Kwartfinale                    | 5                              | 3                              | 1                              | 1                              | 9                              | 7                              |                                |
| 1998                        | Kwartfinale                    | 5                              | 3                              | 1                              | 1                              | 8                              | 6                              | (Kwal.)                        |
| 2002                        | Tweede                         | 7                              | 5                              | 1                              | 1                              | 14                             | 3                              | (Kwal.)                        |
| 2006                        | Derde                          | 7                              | 5                              | 1                              | 1                              | 14                             | 6                              |                                |
| 2010                        | Derde                          | 7                              | 5                              | 0                              | 2                              | 16                             | 5                              | (Kwal.)                        |
| 2014                        | Winnaar                        | 7                              | 6                              | 1                              | 0                              | 18                             | 4                              | (Kwal.)                        |
| 2018                        | Groepsfase                     | 3                              | 1                              | 0                              | 2                              | 2                              | 4                              | (Kwal.)                        |
| 2022                        | Groepsfase                     | 3                              | 1                              | 1                              | 1                              | 6                              | 5                              | (Kwal.)                        |
| 2026                        | Kwalificatie nog niet begonnen | Kwalificatie nog niet begonnen | Kwalificatie nog niet begonnen | Kwalificatie nog niet begonnen | Kwalificatie nog niet begonnen | Kwalificatie nog niet begonnen | Kwalificatie nog niet begonnen | Kwalificatie nog niet begonnen |
| Totaal                      | 20/22                          | 112                            | 68                             | 21                             | 23                             | 232                            | 130                            |                                |

### Europees kampioenschap
| Europees kampioenschap voetbal | Europees kampioenschap voetbal | Europees kampioenschap voetbal | Europees kampioenschap voetbal | Europees kampioenschap voetbal | Europees kampioenschap voetbal | Europees kampioenschap voetbal | Europees kampioenschap voetbal | Europees kampioenschap voetbal |
| Jaar                           | Ronde                          | Wed.                           | W                              | G                              | V                              | DV                             | DT                             | Kwal                           |
| ------------------------------ | ------------------------------ | ------------------------------ | ------------------------------ | ------------------------------ | ------------------------------ | ------------------------------ | ------------------------------ | ------------------------------ |
| 1960                           | Niet deelgenomen               | Niet deelgenomen               | Niet deelgenomen               | Niet deelgenomen               | Niet deelgenomen               | Niet deelgenomen               | Niet deelgenomen               | Niet deelgenomen               |
| 1964                           | Niet deelgenomen               | Niet deelgenomen               | Niet deelgenomen               | Niet deelgenomen               | Niet deelgenomen               | Niet deelgenomen               | Niet deelgenomen               | Niet deelgenomen               |
| 1968                           | Niet gekwalificeerd            | Niet gekwalificeerd            | Niet gekwalificeerd            | Niet gekwalificeerd            | Niet gekwalificeerd            | Niet gekwalificeerd            | Niet gekwalificeerd            | Niet gekwalificeerd            |
| 1972                           | Winnaar                        | 2                              | 2                              | 0                              | 0                              | 5                              | 1                              | (Kwal.)                        |
| 1976                           | Tweede                         | 2                              | 1                              | 1                              | 0                              | 6                              | 4                              | (Kwal.)                        |
| 1980                           | Winnaar                        | 4                              | 3                              | 1                              | 0                              | 6                              | 3                              | (Kwal.)                        |
| 1984                           | Groepsfase                     | 3                              | 1                              | 1                              | 1                              | 2                              | 2                              | (Kwal.)                        |
| 1988                           | Halve finale                   | 4                              | 2                              | 1                              | 1                              | 6                              | 3                              |                                |
| 1992                           | Tweede                         | 5                              | 2                              | 1                              | 2                              | 7                              | 8                              | (Kwal.)                        |
| 1996                           | Winnaar                        | 6                              | 4                              | 2                              | 0                              | 10                             | 3                              | (Kwal.)                        |
| 2000                           | Groepsfase                     | 3                              | 0                              | 1                              | 2                              | 1                              | 5                              | (Kwal.)                        |
| 2004                           | Groepsfase                     | 3                              | 0                              | 2                              | 1                              | 2                              | 3                              | (Kwal.)                        |
| 2008                           | Tweede                         | 6                              | 4                              | 0                              | 2                              | 10                             | 7                              | (Kwal.)                        |
| 2012                           | Halve finale                   | 5                              | 4                              | 0                              | 1                              | 10                             | 6                              | (Kwal.)                        |
| 2016                           | Halve finale                   | 6                              | 3                              | 2                              | 1                              | 7                              | 3                              | (Kwal.)                        |
| 2020                           | Achtste finale                 | 4                              | 1                              | 1                              | 2                              | 6                              | 7                              | (Kwal.)                        |
| 2024                           | Kwartfinale                    | 5                              | 3                              | 2                              | 0                              | 11                             | 4                              | Gastland                       |
| Totaal                         | 14/17                          | 58                             | 30                             | 15                             | 13                             | 90                             | 59                             |                                |

### UEFA Nations League
| 2018–19 | A | 11e | 4 | 0 | 2 | 2 | 3  | 7  | Stabiel |
| 2020–21 | A | 8e  | 6 | 2 | 3 | 1 | 10 | 13 | Stabiel |
| 2022–23 | A | 10e | 6 | 1 | 4 | 1 | 11 | 9  | Stabiel |

### Confederations Cup
| Confederations Cup | Confederations Cup | Confederations Cup | Confederations Cup | Confederations Cup | Confederations Cup | Confederations Cup | Confederations Cup | Confederations Cup |
| Jaar               | Ronde              | Wed.               | W                  | G                  | V                  | DV                 | DT                 |                    |
| ------------------ | ------------------ | ------------------ | ------------------ | ------------------ | ------------------ | ------------------ | ------------------ | ------------------ |
| 1992               | Niet deelgenomen   | Niet deelgenomen   | Niet deelgenomen   | Niet deelgenomen   | Niet deelgenomen   | Niet deelgenomen   | Niet deelgenomen   | Niet deelgenomen   |
| 1995               | Niet deelgenomen   | Niet deelgenomen   | Niet deelgenomen   | Niet deelgenomen   | Niet deelgenomen   | Niet deelgenomen   | Niet deelgenomen   | Niet deelgenomen   |
| 1997               | Teruggetrokken     | Teruggetrokken     | Teruggetrokken     | Teruggetrokken     | Teruggetrokken     | Teruggetrokken     | Teruggetrokken     | Teruggetrokken     |
| 1999               | Groepsfase         | 3                  | 1                  | 0                  | 2                  | 2                  | 6                  |                    |
| 2001               | Niet deelgenomen   | Niet deelgenomen   | Niet deelgenomen   | Niet deelgenomen   | Niet deelgenomen   | Niet deelgenomen   | Niet deelgenomen   | Niet deelgenomen   |
| 2003               | Niet deelgenomen   | Niet deelgenomen   | Niet deelgenomen   | Niet deelgenomen   | Niet deelgenomen   | Niet deelgenomen   | Niet deelgenomen   | Niet deelgenomen   |
| 2005               | Derde              | 5                  | 3                  | 1                  | 1                  | 15                 | 11                 |                    |
| 2009               | Niet deelgenomen   | Niet deelgenomen   | Niet deelgenomen   | Niet deelgenomen   | Niet deelgenomen   | Niet deelgenomen   | Niet deelgenomen   | Niet deelgenomen   |
| 2013               | Niet deelgenomen   | Niet deelgenomen   | Niet deelgenomen   | Niet deelgenomen   | Niet deelgenomen   | Niet deelgenomen   | Niet deelgenomen   | Niet deelgenomen   |
| 2017               | Winnaar            | 5                  | 4                  | 1                  | 0                  | 12                 | 5                  |                    |
| Totaal             | 3 keer             | 13                 | 8                  | 2                  | 3                  | 29                 | 22                 |                    |

## FIFA-wereldranglijst
Hieronder volgt de positie op de FIFA-wereldranglijst aan het eind van elk kalenderjaar.
| 1993 | 1994 | 1995 | 1996 | 1997 | 1998 | 1999 | 2000 | 2001 | 2002 | 2003 | 2004 | 2005 | 2006 | 2007 | 2008 | 2009 | 2010 | 2011 | 2012 | 2013 | 2014 | 2015 | 2016 | 2017 | 2018 | 2019 | 2020 | 2021 | 2022 | 2023 | 2024 |
| ---- | ---- | ---- | ---- | ---- | ---- | ---- | ---- | ---- | ---- | ---- | ---- | ---- | ---- | ---- | ---- | ---- | ---- | ---- | ---- | ---- | ---- | ---- | ---- | ---- | ---- | ---- | ---- | ---- | ---- | ---- | ---- |
| 1    | 5    | 2    | 2    | 2    | 3    | 5    | 11   | 12   | 4    | 12   | 19   | 16   | 6    | 5    | 2    | 6    | 3    | 3    | 2    | 2    | 1    | 4    | 3    | 1    | 16   | 15   | 13   | 12   | 14   | 16   | 10   |

## Tenue
Thuis
| 1908 | WK · 1934 |  | WK · 1938 | WK · 1954 | WK · 1970 | WK · 1974 | WK · 1978 | Euro 1980 en WK 1982 |

|  | Euro · 1984 | WK · 1986 | Euro 1988 en WK 1990 | Euro · 1992 | WK · 1994 | Euro · 1996 | WK · 1998 | Euro · 2000 |

| WK · 2002 | Euro · 2004 | WK · 2006 | Euro · 2008 | WK · 2010 | Euro · 2012 | WK · 2014 | Euro · 2016 |

| ConFed Cup · 2017 | WK · 2018 | Euro · 2020 | WK · 2022 | Euro · 2024 |

Uit
| WK · 1954 – 1958 | WK · 1966 – 1970 | WK · 1974 – 1978 | Euro 1980 – WK 1982 | Euro 1984 – WK 1986 | Euro 1988 – WK 1990 | Euro · 1992 | WK · 1994 |

| Euro · 1996 | WK · 1998 | Euro · 2000 | WK · 2002 | Euro · 2004 | ConFed Cup · 2005 | WK · 2006 | Euro · 2008 |

| WK · 2010 | Euro · 2012 | WK · 2014 | Euro · 2016 | WK · 2018 | Euro · 2020 | WK · 2022 | Euro · 2024 |

### Sponsor
| Periode | Kledingsponsor |
| ------- | -------------- |
| 1954-   | Adidas         |

## Spelersrecords

### Meeste interlands
|    | Naam                   | Carrière  | Interlands | Doelpunten |
| -- | ---------------------- | --------- | ---------- | ---------- |
| 1  | Lothar Matthäus        | 1980–2000 | 150        | 23         |
| 2  | Miroslav Klose         | 2001–2014 | 137        | 71         |
| 3  | Thomas Müller          | 2010–2024 | 131        | 45         |
| 4  | Lukas Podolski         | 2004–2017 | 130        | 49         |
| 5  | Manuel Neuer           | 2009–2024 | 124        | 0          |
| 6  | Bastian Schweinsteiger | 2004–2016 | 121        | 24         |
| 7  | Toni Kroos             | 2010–2024 | 114        | 17         |
| 8  | Philipp Lahm           | 2004–2014 | 113        | 5          |
| 9  | Jürgen Klinsmann       | 1987–1998 | 108        | 47         |
| 10 | Jürgen Kohler          | 1986–1998 | 105        | 2          |

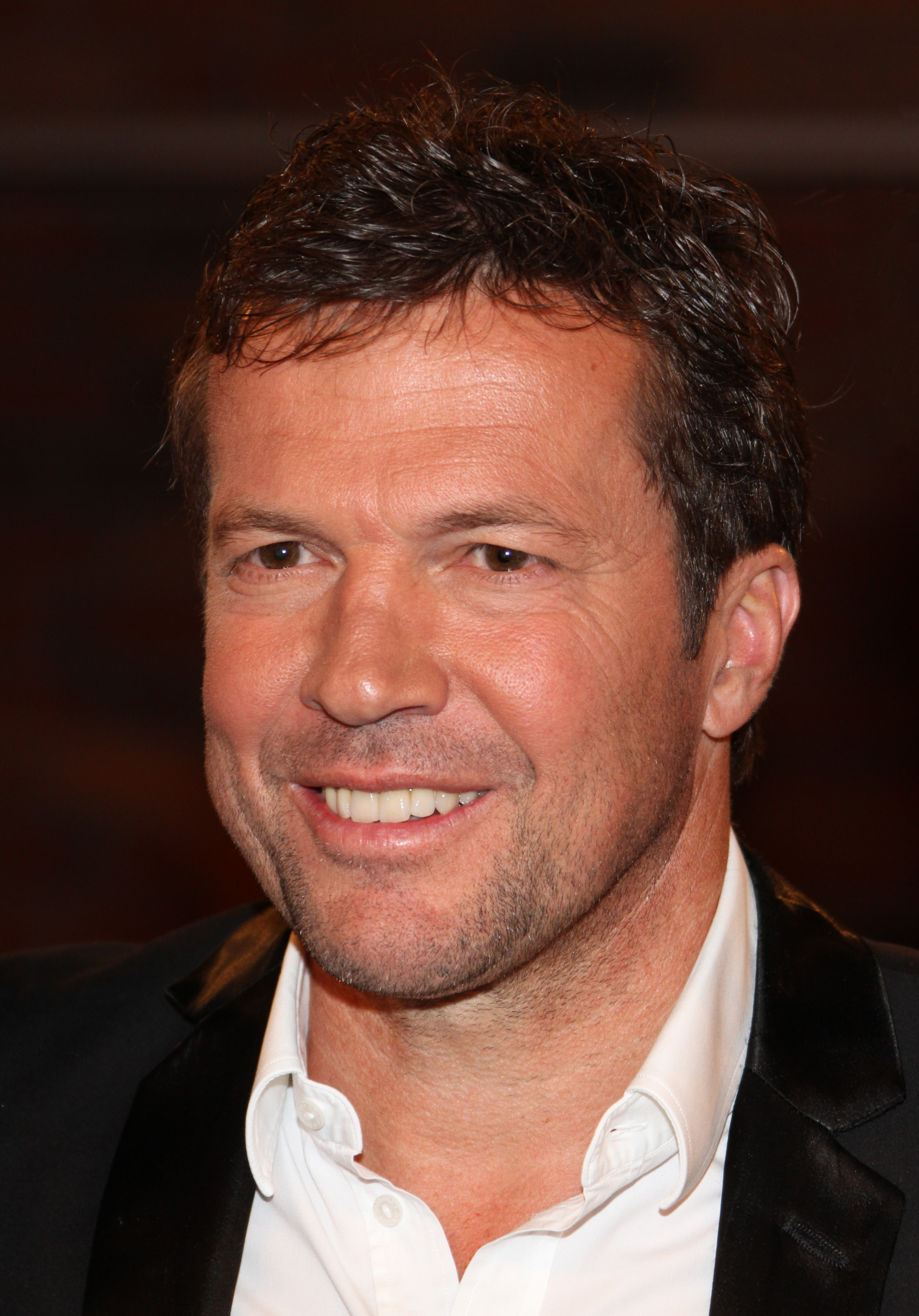
Lothar Matthäus speelde de meeste interlands

Vetgedrukte spelers zijn nog steeds actief namens Duitsland.
Laatst bijgewerkt tot en met 21 augustus augustus 2024.

### Meeste doelpunten
|    | Naam                  | Carrière  | Doelpunten | Interlands | Doelpunt/Interland |
| -- | --------------------- | --------- | ---------- | ---------- | ------------------ |
| 1  | Miroslav Klose        | 2001–2014 | 71         | 137        | 0,52               |
| 2  | Gerd Müller†          | 1966–1974 | 68         | 62         | 1,10               |
| 3  | Lukas Podolski        | 2004–2017 | 49         | 130        | 0,38               |
| 4  | Rudi Völler           | 1982–1994 | 47         | 90         | 0,52               |
| 4  | Jürgen Klinsmann      | 1987–1998 | 47         | 108        | 0,44               |
| 6  | Karl-Heinz Rummenigge | 1976–1986 | 45         | 95         | 0,47               |
| 6  | Thomas Müller         | 2010–2024 | 45         | 131        | 0,35               |
| 8  | Uwe Seeler†           | 1954–1970 | 43         | 72         | 0,60               |
| 9  | Michael Ballack       | 1999–2010 | 42         | 98         | 0,43               |
| 10 | Oliver Bierhoff       | 1996–2002 | 37         | 70         | 0,53               |

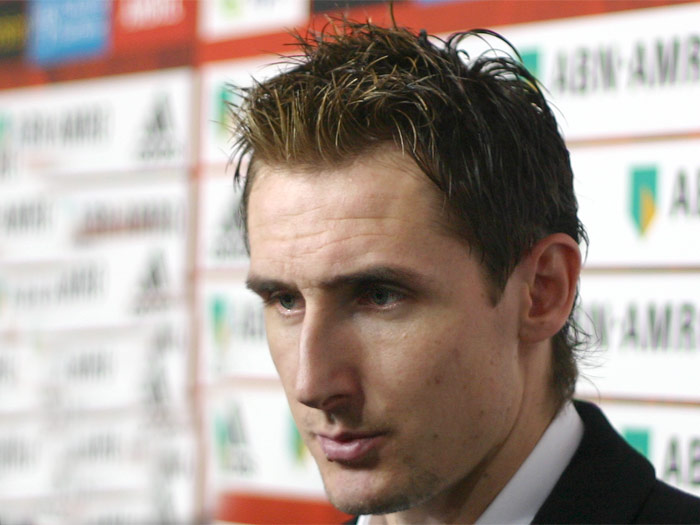
Miroslav Klose maakte voor Duitsland de meeste doelpunten

Vetgedrukte spelers zijn nog steeds actief namens Duitsland.
Laatst bijgewerkt tot en met 11 juli 2024.

## Huidige selectie
De volgende spelers zijn opgeroepen voor de Nations League kwartfinale wedstrijden tegen Italië op 20 en 23 maart 2025.
Interlands en doelpunten bijgewerkt tot en met 23 maart 2025.
|             |                        |      |        |                          |
|             |                        |      |        |                          |
|             |                        |      |        |                          |
| Nr.         | Naam                   | Wed. | Dlpnt. | Club                     |
| Doel        |                        |      |        |                          |
| 1           | Oliver Baumann         | 4    | 0      | 1899 Hoffenheim          |
| 12          | Alexander Nübel        | 2    | 0      | VfB Stuttgart            |
| 21          | Stefan Ortega          | 0    | 0      | Manchester City          |
| Verdediging |                        |      |        |                          |
| 6           | Joshua Kimmich         | 99   | 8      | Bayern München           |
| 2           | Antonio Rüdiger        | 79   | 3      | Real Madrid              |
| 4           | Jonathan Tah           | 35   | 0      | Bayer Leverkusen         |
| 22          | David Raum             | 27   | 0      | RB Leipzig               |
| 15          | Nico Schlotterbeck     | 20   | 0      | Borussia Dortmund        |
| 3           | Robin Koch             | 12   | 0      | Eintracht Frankfurt      |
| 18          | Maximilian Mittelstädt | 12   | 1      | VfB Stuttgart            |
| 17          | Yann Aurel Bisseck     | 1    | 0      | Inter Milaan             |
| Middenveld  |                        |      |        |                          |
| 19          | Leroy Sané             | 69   | 14     | Bayern München           |
| 8           | Leon Goretzka          | 59   | 15     | Bayern München           |
| 10          | Jamal Musiala          | 40   | 8      | Bayern München           |
| 23          | Robert Andrich         | 18   | 0      | Bayer Leverkusen         |
| 5           | Pascal Groß            | 14   | 1      | Borussia Dortmund        |
| 11          | Nadiem Amiri           | 7    | 0      | Mainz 05                 |
| 20          | Karim Adeyemi          | 6    | 1      | Borussia Dortmund        |
| 16          | Angelo Stiller         | 4    | 0      | VfB Stuttgart            |
| 14          | Jamie Leweling         | 2    | 1      | VfB Stuttgart            |
| Aanval      |                        |      |        |                          |
| 9           | Tim Kleindienst        | 6    | 4      | Borussia Mönchengladbach |
| 13          | Deniz Undav            | 5    | 3      | VfB Stuttgart            |
| 7           | Jonathan Burkardt      | 3    | 0      | Mainz 05                 |